# Водопойное (Черноморский район)
Водопо́йное (до 1945 года Керлеу́т; укр. Водопійне, крымскотат. Kerlevüt, Керлевют) — село в Черноморском районе Республики Крым в составе Межводненского сельского поселения (согласно административно-территориальному делению Украины — Межводненского сельсовета Автономной Республики Крым).

## Население
| 2001 | 2014 |
| ---- | ---- |
| 569  | ↘462 |

Всеукраинская перепись 2001 года показала следующее распределение по носителям языка
| Язык             | Процент |
| ---------------- | ------- |
| крымскотатарский | 47.28   |
| русский          | 38.66 % |
| украинский       | 13.01   |
| другие           | 0.53    |

### Динамика численности
| - 1806 год — 215 чел. - 1864 год — 132 чел. - 1889 год — 282 чел. - 1892 год — 129 чел. - 1900 год — 233 чел. - 1926 год — 411 чел. | - 1939 год — 285 чел. - 1989 год — 651 чел. - 2001 год — 569 чел. - 2009 год — 570 чел. - 2014 год — 462 чел. |

## География
Водопойное — село на северо-востоке района, на берегу озера Джарылгач, высота центра села над уровнем моря — 11 м. Ближайшие населённые пункты — Новоульяновка в полукилометре южнее, на другом берегу озера и Межводное в 6 км на запад. Расстояние до райцентра около 15 км, ближайшая железнодорожная станция — Евпатория — около 70 км.

## Современное состояние
На 2016 год в Водопойном числится 10 улиц; на 2009 год, по данным сельсовета, село занимало площадь 152,3 гектара, на которой в 191 дворе проживало 570 человек. В селе действует общеобразовательная средняя школа, сельский дом культуры, библиотека-филиал № 11, отделение почты, 3 фермерские хозяйства, 5 частных торговых точек, библиотека, магазин, фельдшерско-акушерский пункт, сберегательный банк, мечеть Керлеут джамиси.

## Название
Существует версия, что исконное название — Кирлеут — происходит от слова Кырле — «грязная», в смысле «трава, растущая в грязи, на болоте», то есть камыш, осока на степном диалекте крымскотатарского языка.

## История
Первое упоминание села относят к 1680 году, доступное документальное упоминание встречается в Камеральном Описании Крыма… 1784 года, судя по которому, в последний период Крымского ханства Кирлеут входил в Мангытский кадылык Козловскаго каймаканства. После присоединения Крыма к России (8) 19 апреля 1783 года, (8) 19 февраля 1784 года, именным указом Екатерины II сенату, на территории бывшего Крымского ханства была образована Таврическая область и деревня была приписана к Евпаторийскому уезду. С началом Русско-турецкой войной 1787—1791 годов, весной 1788 года производилось выселение крымских татар из прибрежных селений во внутренние районы полуострова, в том числе и из Керлеута. В конце войны, 14 августа 1791 года всем было разрешено вернуться на место прежнего жительства. После павловских реформ, с 1796 по 1802 год входила в Акмечетский уезд Новороссийской губернии. По новому административному делению, после создания 8 (20) октября 1802 года Таврической губернии, Керлеут был включён в состав Яшпетской волости Евпаторийского уезда.
По Ведомости о волостях и селениях, в Евпаторийском уезде с показанием числа дворов и душ… от 19 апреля 1806 года, в деревне Керлеут числилось 40 дворов, 206 крымских татар и 9 ясыров. На военно-топографической карте генерал-майора Мухина 1817 года деревня Кирлевут обозначена с 45 дворами. После реформы волостного деления 1829 года Керлеут, согласно «Ведомости о казённых волостях Таврической губернии 1829 года», остался в составе Яшпетской волости. На карте 1836 года в деревне 43 двора, как и на карте 1842 года.
В 1860-х годах, после земской реформы Александра II, деревню приписали к Курман-Аджинской волости. Согласно «Памятной книжке Таврической губернии за 1867 год», часть населения деревни Керлеут, в результате эмиграции крымских татар, особенно массовой после Крымской войны 1853—1856 годов, выехала в Турцию, а остальные здесь проживают. В «Списке населённых мест Таврической губернии по сведениям 1864 года», составленном по результатам VIII ревизии 1864 года, Керлеут — владельческая татарская деревня, с 33 дворами, 132 жителями и мечетью при гнилом озере Сасык. По обследованиям профессора А. Н. Козловского 1867 года, вода в колодцах деревни была солоноватая, а их глубина колебалась от 1 до 5 саженей (от 2 до 10 м). Имеется примечание, что в селении есть родники превной воды. На трехверстовой карте Шуберта 1865—1876 года в деревне Кирлеут обозначено 33 двора. Согласно изданной в 1886 году «Справочной книжке о приходах и храмах Таврической епархии…» епископа Гермогена, в деревне Керлеут проживало смешанное русско-татарское население, в том же году была построена мечеть. В «Памятной книге Таврической губернии 1889 года», по результатам Х ревизии 1887 года, в деревне Керлеут числилось 57 дворов и 282 жителя. Согласно «…Памятной книжке Таврической губернии на 1892 год», в деревне Керлеут, входившей в Карлавский участок, было 129 жителей в 29 домохозяйствах.
Земская реформа 1890-х годов в Евпаторийском уезде прошла после 1892 года, в результате Кирлеут приписали к Донузлавской волости.
По «…Памятной книжке Таврической губернии на 1900 год» в деревне числилось 233 жителя в 18 дворах. В Статистическом справочнике Таврической губернии 1915 года деревня почему-то не записана, возможно опустела и была заселена крымскими немцами, поскольку, согласно энциклопедическому словарю «Немцы России», в 1925 годы в Керлеуте поживало 35 немцев, хотя, по сведениям Межводненского сельсовета в селе преобладало татарское население.
После установления в Крыму Советской власти, по постановлению Крымревкома от 8 января 1921 года № 206 «Об изменении административных границ» была упразднена волостная система и образован Евпаторийский уезд, в котором создан Ак-Мечетский район и село вошло в его состав, а в 1922 году уезды получили название округов. 11 октября 1923 года, согласно постановлению ВЦИК, в административное деление Крымской АССР были внесены изменения, в результате которых округа были отменены, Ак-Мечетский район упразднён и село вошло в состав Евпаторийского района. Согласно Списку населённых пунктов Крымской АССР по Всесоюзной переписи 17 декабря 1926 года, в селе Керлеут, центре Керлеутского сельсовета Евпаторийского района, числилось 91 двора, из них 92 крестьянских, население составляло 411 человек, из них 357 татар, 26 русских, 14 украинцев, 14 армян, действовала татарская школа I ступени. По постановлению КрымЦИКа от 30 октября 1930 года «О реорганизации сети районов Крымской АССР», был восстановлен Ак-Мечетский район (по другим данным 15 сентября 1931 года) и село вновь включили в его состав. По данным всесоюзная перепись населения 1939 года в селе проживало 285 человек.
В годы Великой Отечественной войны сражались на фронтах многия жители Керлеута, 15 из них погибли, многие награждены орденами и медалями. В их честь в 1970-е годы в центре села установлен памятный знак в виде обелиска на постаменте с мемориальной доской. Постановлением Совета министров Республики Крым № 627 от 20 декабря 2016 года памятник отнесён к категории объектов культурно-исторического наследия России регионального значения.
В 1944 году, после освобождения Крыма от фашистов, согласно Постановлению ГКО № 5859 от 11 мая 1944 года, 18 мая крымские татары были депортированы в Среднюю Азию.
Указом Президиума Верховного Совета РСФСР от 21 августа 1945 года Керлеут был переименован в Водопойное и Керлеутский сельсовет — в Водопойновский. С 25 июня 1946 года Водопойное в составе Крымской области РСФСР. В селе действовал колхоз имени Молотова. 26 апреля 1954 года Крымская область была передана из состава РСФСР в состав УССР. С начала 1950-х годов, в ходе второй волны переселения (в свете постановления № ГОКО-6372с «О переселении колхозников в районы Крыма»), в Черноморский район приезжали переселенцы из различных областей Украины. Время упразднения сельсовета и включения в состав Межводненского сельсовета пока не установлено: на 15 июня 1960 года село уже числилось в его составе. С 1974 года Водопойное — второе отделение совхоза «Межводное», с 1991 года отдельный совхоз Водопойное, впоследствии переименованный в совхоз имени Вели Ибраимова. По данным переписи 1989 года в селе проживал 651 человек. С 12 февраля 1991 года село в восстановленной Крымской АССР, 26 февраля 1992 года переименованной в Автономную Республику Крым. С 21 марта 2014 года в составе Крыма аннексировано Россией.